# San Isidro, Abra
San Isidro là một đô thị hạng 6ở tỉnh Abra, Philippines. Theo điều tra dân số năm 2007, đô thị này có dân số 4.647 người trong 820 hộ.

## Các khu phố (barangay)
San Isidro được chia thành 9 khu phố (barangay).
| Barangay    | Pop. (2007) |
| ----------- | ----------- |
| Cabayogan   | 298         |
| Dalimag     | 638         |
| Langbahan   | 333         |
| Manayday    | 581         |
| Pantoc      | 404         |
| Poblacion   | 643         |
| Sabtan-olo  | 338         |
| San Marcial | 725         |
| Tangbao     | 687         |

## Kết quả bầu cử năm 2007
| Chức vụ          | Ứng cử viên            | Tổng số phiếu bầu |
| ---------------- | ---------------------- | ----------------- |
| Thị trưởng       | Ernesto M. Pasca Jr.   | 1.368             |
| Phó thị trưởng   | Venerando A. Pasca Jr. | 1.358             |
| Ủy viên hội đồng | Dominador D. Bitana    | 1.563             |
| Ủy viên hội đồng | Yolanda M. Balanay     | 1.486             |
| Ủy viên hội đồng | Melchora Fe P. Damian  | 1.262             |
| Ủy viên hội đồng | Arnulfo A. Callos      | 1.137             |
| Ủy viên hội đồng | Virginia M. Valera     | 1.119             |
| Ủy viên hội đồng | Dionibi M. Bagay       | 1.101             |
| Ủy viên hội đồng | Jeanette C. Laureta    | 1.043             |
| Ủy viên hội đồng | Gregorio A. Callos     | 968               |